# Pachythrix esmeralda
Pachythrix esmeralda là một loài bướm đêm trong họ Noctuidae.